# Liverpool and Manchester Railway
A Liverpool and Manchester Railway (L&MR) volt a világ első városok közötti vasútja. 1830. szeptember 15-én nyílt meg az angliai lancashirei Liverpool és Manchester között. Ez volt az első olyan vasútvonal is, amely kizárólag gőzzel hajtott mozdonyokra támaszkodott, és a lóvontatású közlekedés soha nem volt megengedett; az első, amely teljes hosszában teljesen kétvágányú volt; az első, amely valódi jelzőrendszerrel rendelkezett; az első, amely teljes menetrenddel rendelkezett; és az első, amely postát szállított.
A vonatokat a két város között a társaság gőzmozdonyai vontatták, bár a magánvagonok és kocsik közlekedése engedélyezett volt. A tehervonatok kábeles szállítása az Edge Hill-i csomópontból a meredek emelkedésű 1,26 mérföldes (2,03 km) Wapping-alagúton keresztül történt a Liverpool Docksig. A vasút elsősorban azért épült, hogy a nyersanyagok, a késztermékek és az utasok gyorsabb szállítását biztosítsa a liverpooli kikötő és Manchester gyapotgyárai, valamint a környező városok között.
A George Stephenson által tervezett és épített vonal pénzügyileg sikeres volt, és az 1830-as években befolyásolta a vasutak fejlődését egész Nagy-Britanniában. 1845-ben a vasútvonalat beolvasztotta fő üzleti partnere, a Grand Junction Railway (GJR), amely viszont a következő évben egyesült a London and Birmingham Railway-vel és a Manchester and Birmingham Railway-vel, így jött létre a London and North Western Railway.

## Története

### Háttér

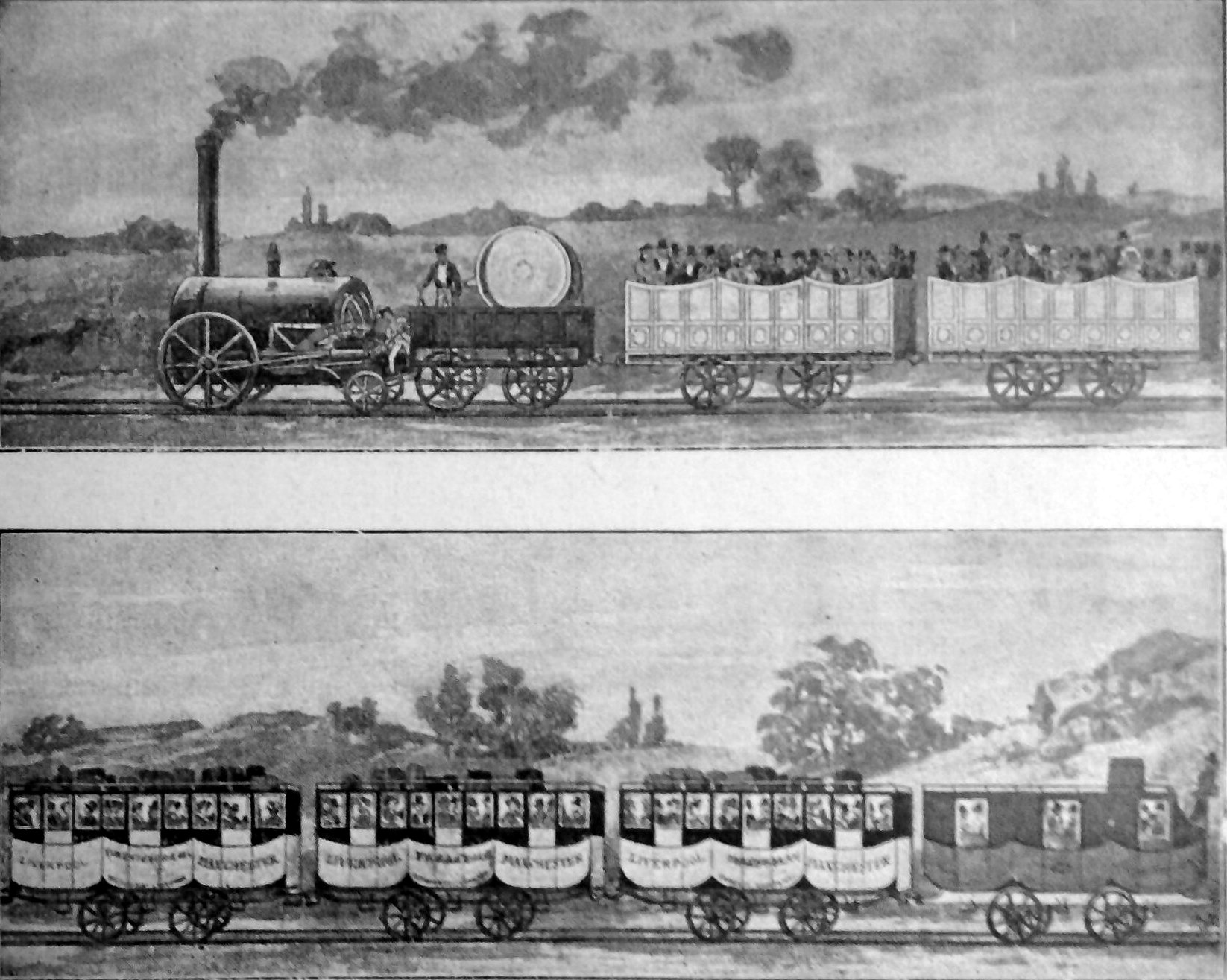
A vasútvonal illusztrációja 1830-ban

Az ipari forradalom idején hatalmas mennyiségű nyersanyagot importáltak Liverpoolon keresztül, és szállították a Pennine-hegység közelében lévő textilgyárakba, ahol a víz-, majd később a gőzerő lehetővé tette a kész szövetek előállítását, amelyek nagy részét aztán exportra Liverpoolba szállították vissza. A meglévő vízi közlekedési eszközök, a Mersey és Irwell hajózási csatorna, a Bridgewater-csatorna és a Leeds és Liverpool csatorna a 18. századból származott, és úgy érezték, hogy túlzott hasznot húznak a gyapotkereskedelemből, és visszafogják Manchester és más városok növekedését. Az árukat Liverpool és a Manchester környéki gyárak között vagy a csatornákon, vagy rossz minőségű utakon szállították; a Liverpool és Manchester közötti Turnpike-ot "görbe és durva", "hírhedt" felületűnek írták le. Gyakoriak voltak a közúti balesetek, beleértve a szekerek és kocsik felborulását, ami problémássá tette az áruforgalmat.
A tervezett vasútvonal célja a nyersanyagok, késztermékek és utasok olcsó szállítása volt Liverpool kikötője és Kelet-Lancashire, a kikötő hátországa között. Liverpool és London egyaránt támogatta a vasutat, de Manchester nagyrészt közömbös volt, és ellenezték a csatornaüzemeltetők, valamint a két helyi földbirtokos, Derby grófja és Sefton grófja, akiknek földjén a vasút áthaladt volna.
A tervezett liverpooli és manchesteri vasút lett volna az egyik legkorábbi szárazföldi tömegközlekedési rendszer, amely nem állati vontatóerőt használt. Ezt megelőzően a közforgalmú vasutak lóvontatásúak voltak, többek között a Lake Lock Rail Road (1796), a Surrey Iron Railway (1801) és a Swansea melletti Oystermouth Railway (1807).

### Az építés

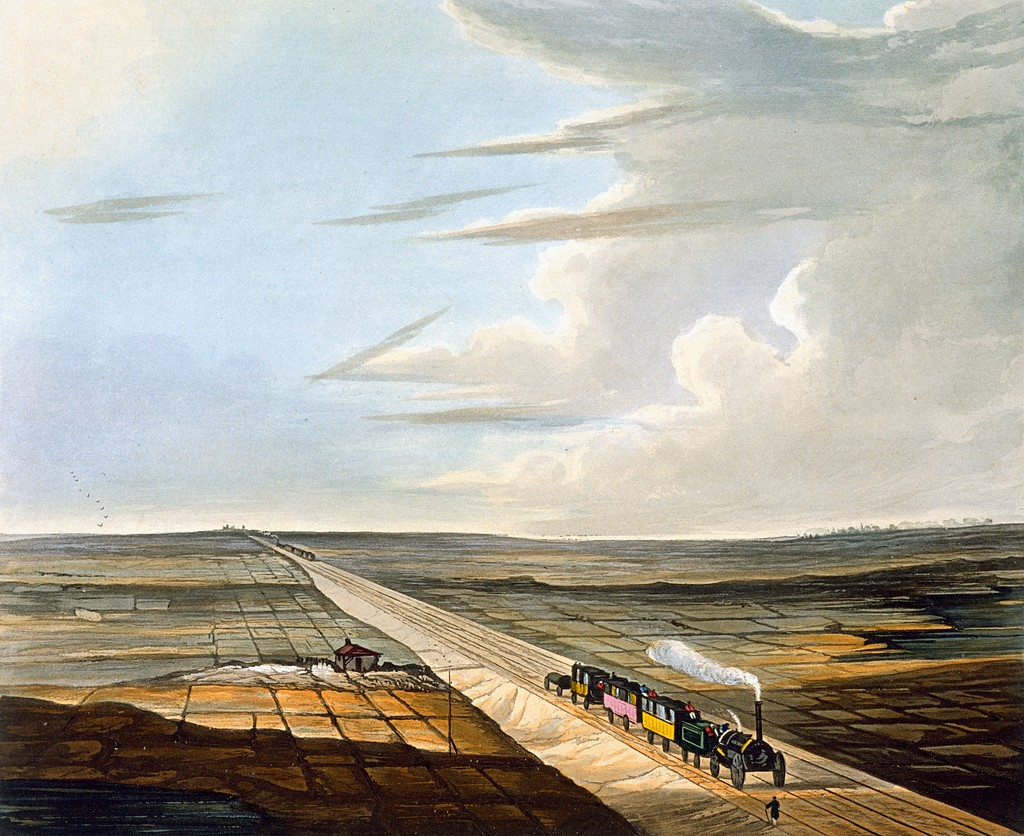
A vasútvonal áthaladása a Chat Mosson át, 1831

Az első szerződéseket a Chat Moss lecsapolására 1826 júniusában adták ki. Rennie-ék ragaszkodtak ahhoz, hogy a társaság nevezzen ki egy rezidens mérnököt, és Josias Jessopot vagy Thomas Telfordot javasolták, de George Stephensont csak tanácsadói minőségben, a mozdonyok tervezésével kapcsolatban akarták figyelembe venni. Az igazgatótanács elutasította a feltételeiket, és újra Stephensont nevezte ki mérnöknek, segítőjével, Joseph Locke-kal. Stephenson összeütközésbe került Vignoles-szal, ami ahhoz vezetett, hogy utóbbi lemondott a rezidens földmérnöki posztról.
A vonal 31 mérföld (50 km) hosszú volt.  Az irányítást három szakaszra osztották. A nyugati véget Locke, a középső szakaszt William Allcard, a keleti szakaszt, beleértve Chat Moss-t is, John Dixon vezette. A pálya a 2,06 km-es Wapping-alagútnál kezdődött Liverpool alatt, a Liverpool Docks déli végétől Edge Hillig. Ez volt a világ első alagútja, amelyet egy nagyváros alatt fúrtak. Ezt követte egy 2 mérföld (3 km) hosszú, akár 70 láb (21 m) mély sziklán átvezető vágat Olive Mountnál, és egy 712 láb (217 m) hosszú, kilenc íves viadukt (mindegyik ív 50 láb (15 m) fesztávolságú és körülbelül 60 láb (18 m) magas) a Sankey Brook völgye felett.
A vasútvonal magában foglalta a Chat Moss 4+3⁄4 mérföldes (7,6 km) átkelését. A mocsár lecsapolását lehetetlennek találták, ezért a mérnökök Robert Stannard, William Roscoe intézőjének tervét használták, amely kovácsoltvas síneket használt, amelyeket heringcsonti elrendezésben fával támasztottak alá. Mintegy 70 000 köbláb (2000 m²) földet dobtak a mocsárba; Blackpool Hole-nál egy vállalkozó három hónapon át földet borított a mocsárba anélkül, hogy megtalálta volna a mocsár alját. A vonalat agyaggal lezárt üres kátrányhordókkal támasztották alá, amelyeket a vasút két oldalán lévő vízelvezető árkokba fektettek végig. 1829 végére elkészült a Chat Mosson átvezető vasútvonal. December 28-án a Rocket 40 utast szállítva áthaladt a vonalon, és 17 perc alatt, átlagosan 17 mérföld/óra (27 km/h) sebességgel kelt át a mocsáron. A következő év áprilisában egy 45 tonnás rakományt szállító próbavonat 15 mérföld/óra (24 km/h) sebességgel kelt át a mocsáron, incidens nélkül. A vonal ma már a Rocket súlyának 25-szörösét kitevő mozdonyokat is elbír.
A vasútnak 64 hídra és viaduktra volt szüksége, amelyek mindegyike téglából vagy falazatból épült, egy kivétellel: a Water Street híd a manchesteri végállomáson: egy öntöttvas gerendás gerendahidat építettek, hogy spóroljanak az űrszelvényen alatta lévő utcában. William Fairbairn és Eaton Hodgkinson tervezte, és helyben, az ancoats-i gyárukban öntötték. Ez azért volt fontos pillanat, mert az öntöttvas gerendák a növekvő vasúthálózat fontos szerkezeti anyagává váltak. Bár Fairbairn a beépítés előtt tesztelte a gerendákat, nem mindegyik volt ilyen jól megtervezve, és a következő években számos példa volt katasztrofális meghibásodásra, ami az 1847-es Dee-híd katasztrófájához vezetett, és az 1879-es Tay-híd katasztrófájában csúcsosodott ki.
A vonalat 15 láb (4,6 m) hosszúságú, 35 font/jard (17 kg/m) súlyú halhasú sínekkel fektették le, amelyeket vagy kőtömbökre, vagy a Chat Mossnál fából készült talpfákra fektettek.
A fizikai munkát egy nagy létszámú, "navvies" néven ismert csapat végezte kéziszerszámokkal. A legtermékenyebb csapatok egy nap akár 20 000 tonna földet is megmozgathattak, és jól megfizették őket. Mindazonáltal a munka veszélyes volt, és több halálesetet is feljegyeztek.

#### Kábeles vagy mozdonyos vontatás?

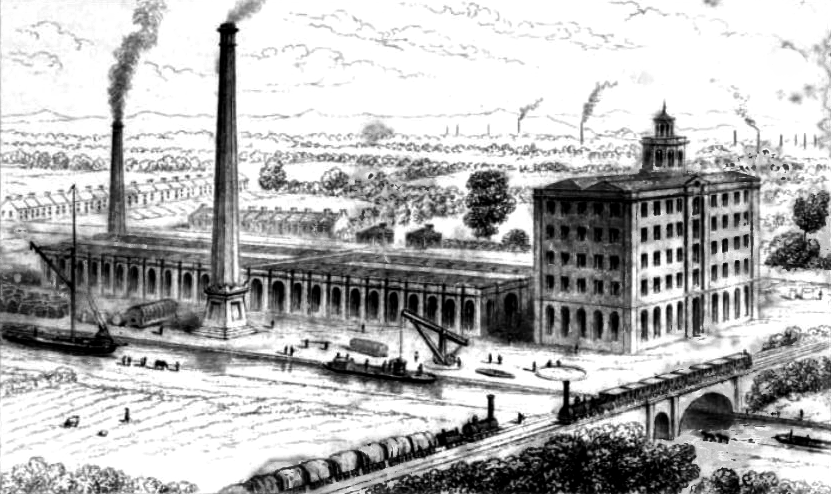
A vasút a Bridgewater öntöde mellett halad el Patricroftban, a kép 1839-ben készült

1829-ben az adhézióval működő mozdonyok nem voltak megbízhatóak. A Stockton and Darlington Railway tapasztalatai jól ismertek voltak, és a Hetton colliery vasút egy szakaszát átállították kábeles vontatásra. A kötélvontatás sikere vitathatatlan volt, de a gőzmozdonyok még mindig nem voltak kipróbálva. Az L&MR a törvényjavaslat elfogadása során igyekezett visszaszorítani a gőzmozdonyok használatát, a közvéleményt riasztotta a monstrum gépek gondolata, amelyek, ha nem robbannak fel, mérgező füsttel töltik meg a vidéket.
A figyelem a gőzzel hajtott közúti kocsik, például Goldsworthy Gurney kocsijai felé fordult, és az L&MR igazgatótanácsában megosztottság alakult ki a Stephenson "mozdonyát" támogatók és a kábeles vontatás hívei között, ez utóbbit John Rastrick mérnök véleménye is támogatta. Stephenson nem volt ellene a kábeles vontatásnak - továbbra is épített ilyen vonalakat ott, ahol úgy érezte, hogy ez megfelelő -, de tisztában volt annak fő hátrányával, hogy bármilyen meghibásodás bárhol megbénítaná az egész vonalat.
A vonal lejtését úgy tervezték, hogy a meredek emelkedőket három helyre koncentrálják, Rainhill két oldalán 1:96-os és a liverpooli dokkokig 1:50-hez, a vonal többi része pedig nagyon enyhe lejtésű legyen, legfeljebb 1:880-hoz. A vonal megnyitásakor az Edge Hilltől a Crown Street vasútállomásig tartó személyszállító szakaszon kábeles vontatás volt, akárcsak a Wapping-alagúton átvezető szakaszon, mivel a parlamenti törvény megtiltotta a mozdonyok használatát a vonal ezen szakaszán.
Annak megállapítására, hogy alkalmasak-e, illetve mely mozdonyok lennének alkalmasak, 1829 októberében az igazgatók nyilvános versenyt szerveztek, a Rainhill trials (Rainhilli mozdonypróba) néven, amelynek keretében egy 1 mérföldes (1,6 km) pályaszakaszon kellett végigmenni. A próbákra tíz mozdonyt neveztek be, de a verseny napján csak öt állt rendelkezésre a versenyre: a George Stephenson és fia, Robert által tervezett Rocket volt az egyetlen, amely sikeresen teljesítette az utat, így Robert Stephenson és Társa kapta a mozdonyok szállítására szóló szerződést.

#### Kettős vágány
A vonalat 4 láb 8+1⁄2 hüvelyk (1435 mm, normál nyomtávolság) nyomtávolsággal és két vágánnyal építették, és dönteni kellett arról, hogy a két vágány milyen távolságra legyen egymástól. Úgy döntöttek, hogy a különálló vágányok közötti távolság megegyezik magával a nyomtávval, így lehetővé vált, hogy csendes időben szokatlanul széles rakományú vonatok közlekedhessenek középen. Stephensont bírálták ezért a döntésért; később úgy döntöttek, hogy a vágányok túl közel vannak egymáshoz, ami korlátozza a vonatok szélességét, ezért a vágányok közötti távolságot (vágányközöket) kiszélesítették. A rés szűkössége hozzájárult az első halálos áldozathoz, William Huskissonéhoz, és veszélyessé tette azt is, hogy az egyik vágányon karbantartási munkálatokat végezzenek, miközben a másik vágányon vonatok közlekednek. A brit vasútvonalak szomszédos vágányait a mai napig általában közelebb fektetik egymáshoz, mint máshol.

#### A  megnyitás

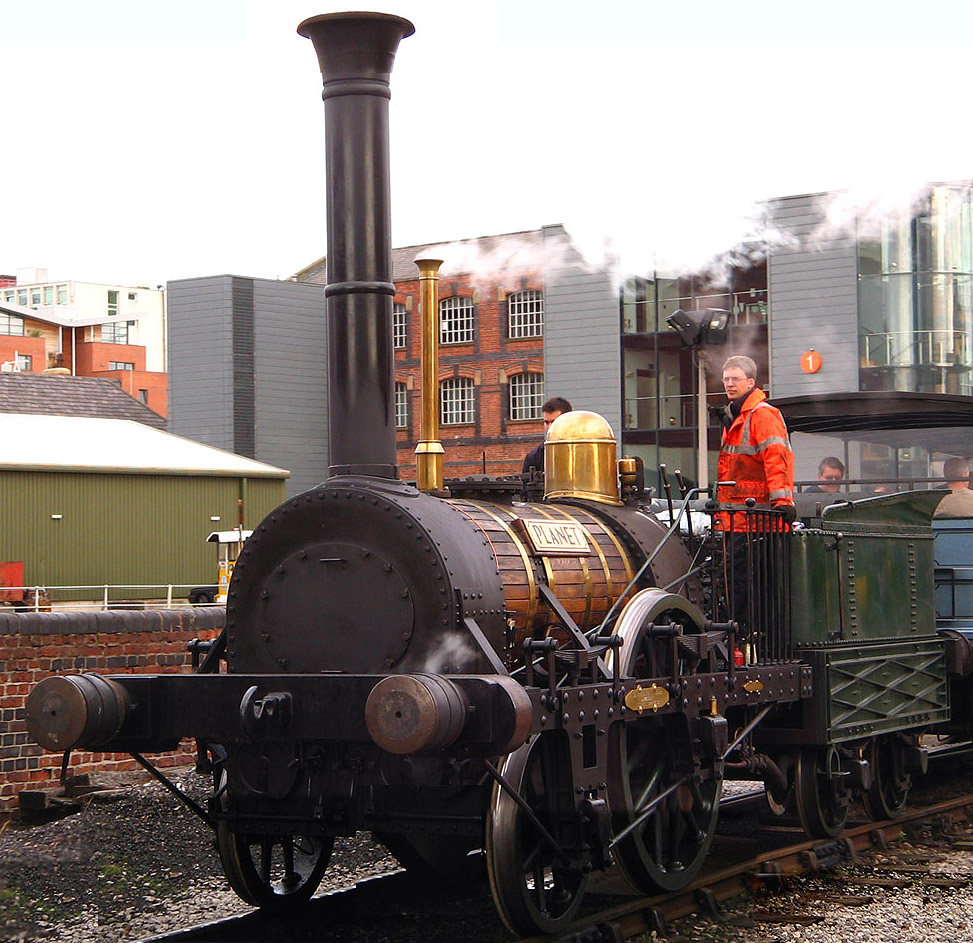
A Planet másolata

A vonal 1830. szeptember 15-én nyílt meg Manchesterben, a Liverpool Road (ma a manchesteri Tudományos és Ipari Múzeum része) és Liverpool Crown Street végállomással. A megnyitó ünnepségeit beárnyékolta, hogy William Huskisson, Liverpool parlamenti képviselője meghalt. A déli vonalat fenntartották a különleges nyitóvonat számára, amelyet a Northumbrian mozdony vontatott, és amelyen Wellington hercegét, a miniszterelnököt szállította egy díszes kocsiban, valamint előkelő vendégeket más kocsikban. Amikor a vonat a Newton-le-Willows melletti Parkside-nál megállt vízért, a többi vonat az északi vonalon haladhatott át. Az utasoknak könnyű volt leszállni és kinyújtóztatni a lábaikat, annak ellenére, hogy erre nem kaptak utasítást, különösen, hogy a késve haladó vonatok között szünet volt. Huskisson úgy döntött, hogy leszáll és a vonat mellett sétál, és amikor meglátta a herceget, úgy döntött, hogy beszélgetést kezdeményez. A Rocket-et az ellenkező irányba látták elindulni, miközben az emberek azt kiabálták Huskissonnak, hogy szálljon vissza a vonatra.

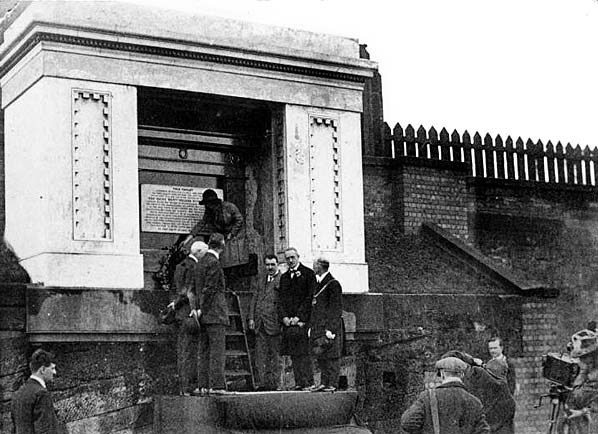
A Huskisson-emlékmű 1913-ban

Az osztrák nagykövetet visszahúzták a kocsiba, de Huskisson pánikba esett. Megpróbált bemászni a kocsiba, de megragadta a nyitott ajtót, amely visszalendült, és emiatt elvesztette a kapaszkodót. A sínek közé esett, és a Rocket átgázolt a lábán, ami összetörte azt. A beszámolók szerint ezt mondta: "Találkoztam a halálommal - Isten bocsásson meg nekem!".
A Northumbrian nevű gőzmozdonyt lekapcsolták a herceg vonatáról, és Ecclesbe sietett vele, ahol a plébánián meghalt, így ő lett a világ első széles körben ismert vasúti közlekedés halálos áldozata. A kissé visszafogott társaság továbbutazott Manchesterbe, ahol - mivel a herceg rendkívül népszerűtlen volt a szövők és a malomipari munkások körében - élénk fogadtatásban részesültek, és leszállás nélkül visszatértek Liverpoolba. Érkezésükre nagyszabású fogadás és bankett volt előkészítve.

## A vasútvonal
A vasútvonal 1830. szeptember 15-én nyílt meg Liverpool-Lancashire és Manchester között. A 35 mérföld hosszú, 1435 mm-es nyomtávolságú  vasútvonal végig két vágánnyal épült meg, és a megnyitásától kezdve csak gőzmozdonyok közlekedtek rajta. A csak gőzmozdonyos üzem alkalmazása miatt így ezt a vasútvonalat tekintjük a gőzüzemű vasútvonalak ősének és a megnyitása után innen terjedt el az egész világon.

## Napjainkban
A vasútvonal napjainkban nem az egyetlen vonal a két város között. A később épült vasút az idők során fontosabbá vált, mint a történelmi összeköttetés. 2009-ben a vasútvonalat 25 kV 50 Hz váltakozó árammal villamosították. A Manchester-Newton közötti rész, mely tartalmazza a Chat Moss szekciót, 2013-ban lett kész, folytatása Liverpool felé 2015. március 5-én lett kész.

## Galéria

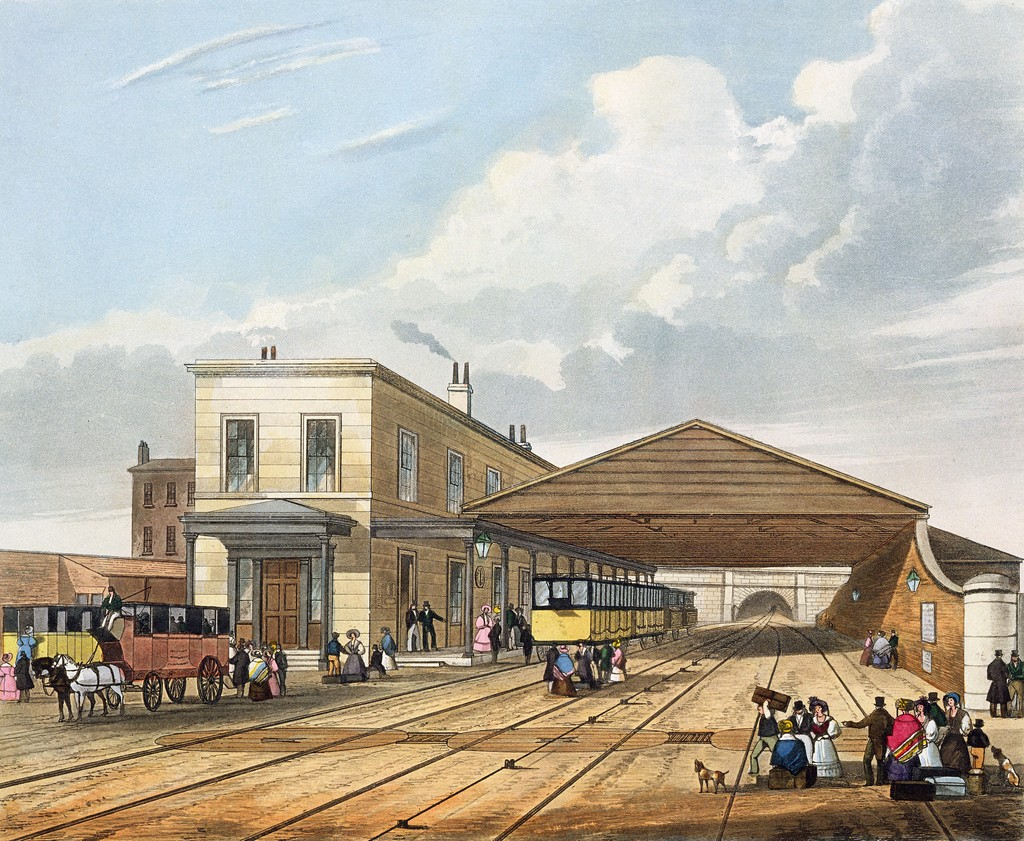
A vasútvonal megnyitása
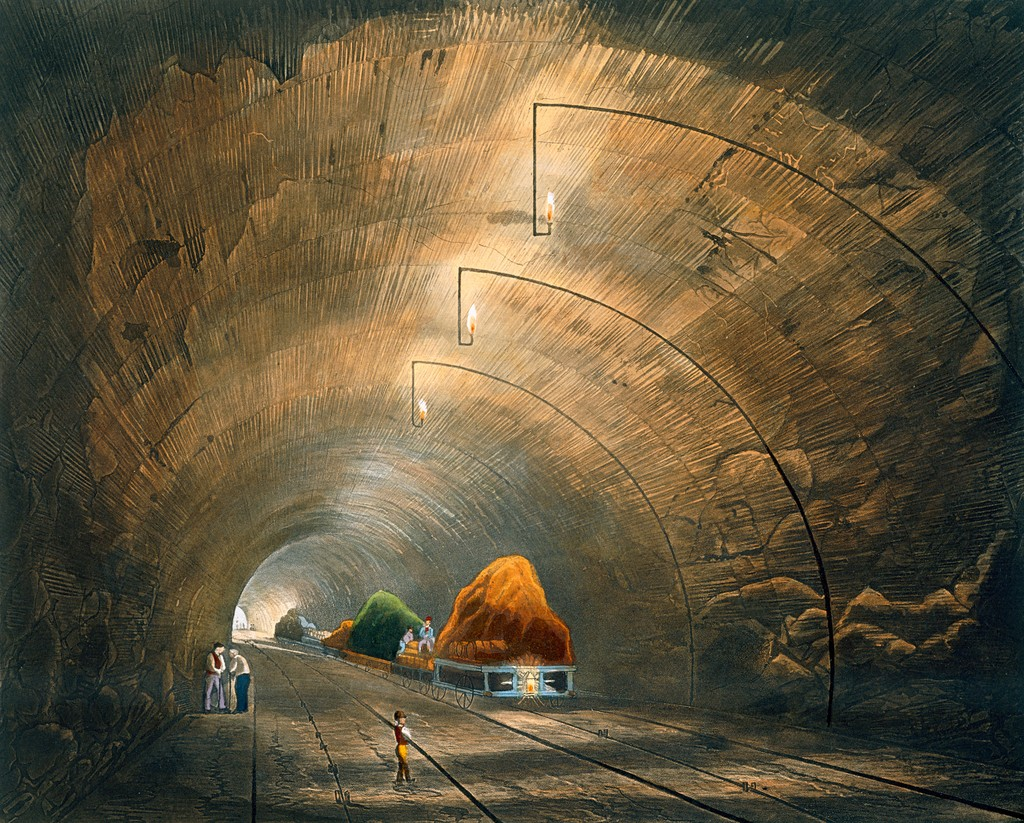
A Liverpool alatti alagút
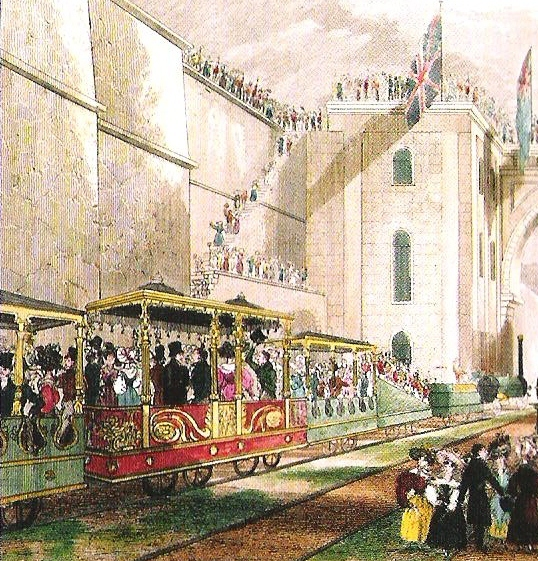
A megnyitó
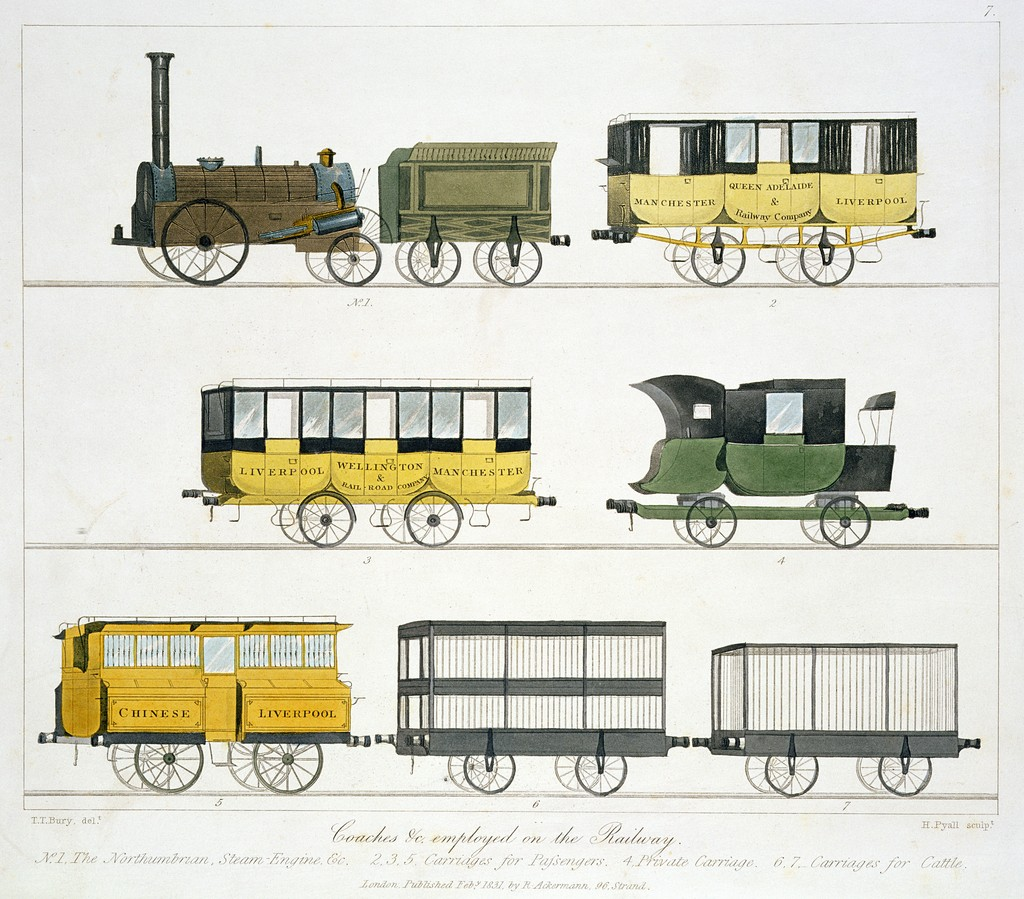
A korabeli járművek rajza